# FC Wettingen

Logo

FC Wettingen is een Zwitserse voetbalclub uit Wettingen.
In 1969 werd de club kampioen van de Nationalliga B (tweede klasse) en promoveerde zo voor het eerst naar de hoogste klasse. Na een gedeelde laatste plaats met FC St. Gallen degradeerde Wettingen weer.
In 1982 maakte de club een rentree en eindigde de eerste seizoenen in de middenmoot. Door een inkrimping van de competitie degradeerde de club in 1987 en kon na één seizoen terugkeren. Bij de terugkeer werd de club uiteindelijk vierde en mocht zo deelnemen aan de UEFA Cup waar de tweede ronde bereikt werd. In 1992 degradeerde de club opnieuw.
Door financiële problemen moest de club na seizoen 1992/93 degraderen naar de vijfde klasse en moest een nieuwe naam aannemen, FC Wettingen 93. Vanaf seizoen 2012/13 is deze toevoeging weer teruggedraaid.

## Eindklasseringen t/m 1993
| 11 |

| 10 |

| 1 |

| 4 |

| 8 |

| 3 |

| 1 |

| 3 |

| 6 |

| 1 |

| 13 |

| 10 |

| 8 |

| 9 |

| 7 |

| 11 |

| 14 |

| 1 |

| 13 |

| 14 |

| 11 |

| 4 |

| 2 |

| 10 |

| 8 |

| 11 |

| 12 |

| 14 |

| 2 |

| 4 |

| 10 |

| 12 |

| 12 |

| 10 |

| Nationalliga A | Nationalliga B | 1. Liga | 2. Liga Interregional |

## Wettingen in Europa
#R = #ronde, T/U = Thuis/Uit, W = Wedstrijd, PUC = punten UEFA coëfficiënten .
Uitslagen vanuit gezichtspunt FC Wettingen
| Seizoen | Competitie | Ronde | Land             | Club       | Totaalscore | 1e W    | 2e W    | PUC |
| ------- | ---------- | ----- | ---------------- | ---------- | ----------- | ------- | ------- | --- |
| 1989/90 | UEFA Cup   | 1R    | Vlag van Ierland | Dundalk FC | 5-0         | 3-0 (T) | 2-0 (U) | 5.0 |
|         |            | 2R    | Vlag van Italië  | SSC Napoli | 1-2         | 0-0 (T) | 1-2 (U) | 5.0 |

Totaal aantal punten voor UEFA coëfficiënten: 5.0

## Bekende (oud-)spelers
- Ørjan Berg
- Jörg Stiel